# Ishpuini di Urartu
Ishpuini noto anche come Ishpuinis, (... – 810 a.C.) è stato un re armeno, re di Urartu, che regnò dall'828 a.C. al 810 a.C..

## Biografia
Succedette a suo padre Sarduri I che aveva trasferito la capitale a Tushpa (Van). Ishpuini conquistò la città mannea di Musasir che era all'epoca il centro religioso dell'impero e ospitatava il tempio principale dedicato al dio della guerra the Haldi. Ishpuinis e la sua nazione vennero attaccati dalle forze assire di re Shamshi-Adad V. Ishpuinis combatté e sconfisse Shamshi-Adad. Ishpuini era così sicuro del suo potere che si attribuì nomi altisonanti come: "Re della terra di Nairi", "Re glorioso" e "Re dell'Universo".
A Ishpuini succedette il figlio Menua.